# Zhuang Yong
Zhuang Yong (chinesisch 莊泳 / 庄泳, Pinyin Zhuāng Yǒng; * 10. August 1972 in Shanghai) ist eine ehemalige chinesische Schwimmerin.
Bei den Olympischen Spielen 1988 in Seoul gewann sie als erste Chinesin eine Medaille im Schwimmen. Sie belegte im Finale über 100 m Freistil hinter Kristin Otto den zweiten Platz. Vier Jahre später in Barcelona wurde sie über 100 m Freistil Olympiasiegerin und gewann über 50 m Freistil und mit der chinesischen 4 × 100-m-Freistilstaffel die Silbermedaille.
| Personendaten    | Personendaten                               |
| ---------------- | ------------------------------------------- |
| NAME             | Zhuang, Yong                                |
| ALTERNATIVNAMEN  | 莊泳; 庄泳; Zhuāng Yǒng                     |
| KURZBESCHREIBUNG | chinesische Schwimmerin und Olympiasiegerin |
| GEBURTSDATUM     | 10. August 1972                             |
| GEBURTSORT       | Shanghai                                    |